# Vitra Campus

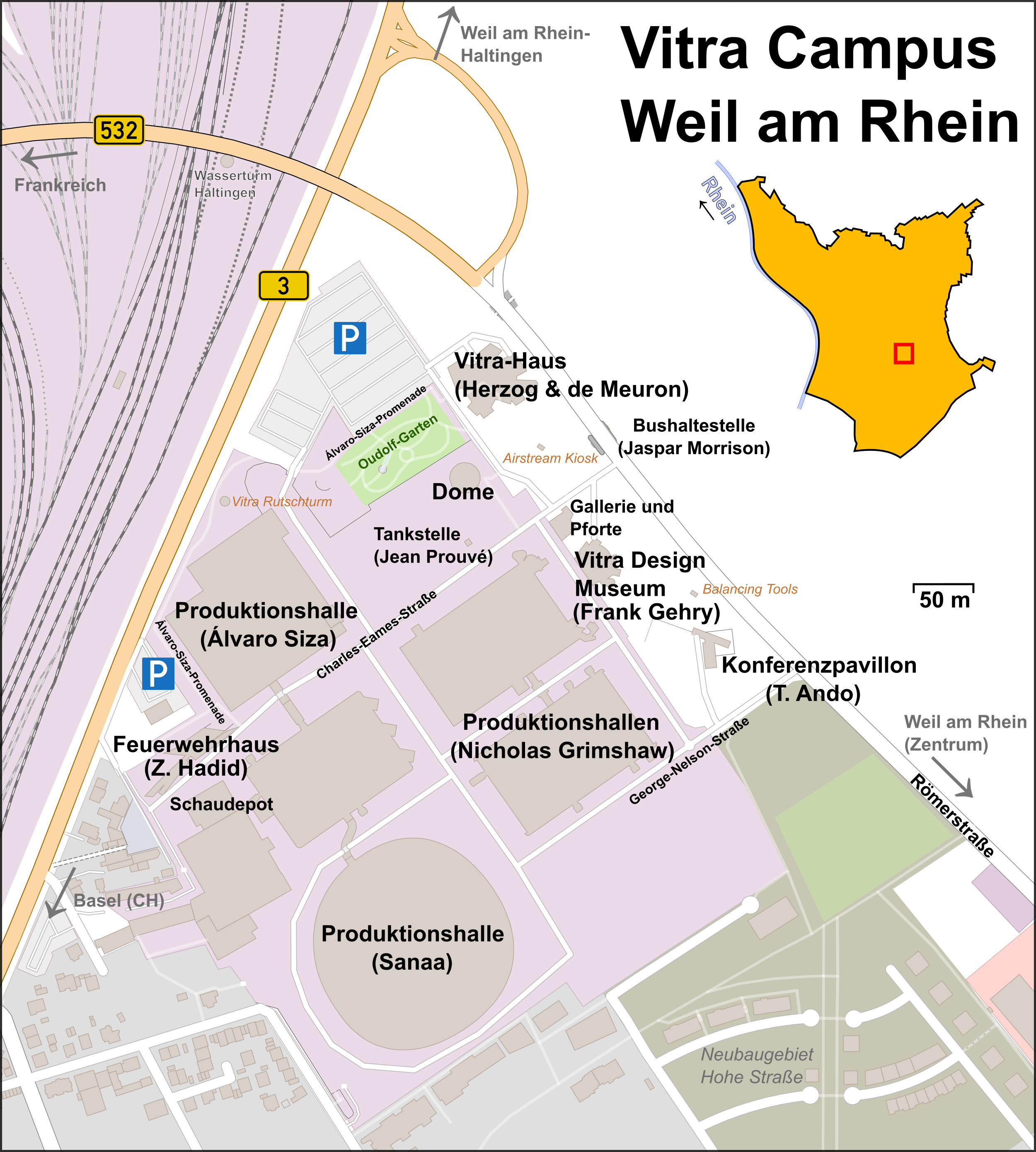
Übersichtskarte des Vitra Campus in Weil am Rhein

Der Vitra Campus bezeichnet das Architektur-Ensemble auf dem Firmenareal des Möbelherstellers Vitra in Weil am Rhein, Deutschland. Seit September 2015 verbindet ein Skulpturenweg mit zwölf Werken des Bildhauers Tobias Rehberger die Fondation Beyeler in Riehen (Kanton Basel-Stadt, Schweiz) mit dem Architekturpark. Weitere zwölf Skulpturen kamen im Juni 2016 hinzu. Das Projekt heißt 24 Stops.

## Allgemeine Charakterisierung
Der Vitra Campus in Weil am Rhein umfasst Fabrikations-, Logistik- und Verwaltungsbauten des Unternehmens ebenso wie das Vitra Design Museum, weitere vorwiegend kulturell genutzte Gebäude sowie das als Schauraum und Besuchercenter konzipierte VitraHaus. Auf kleinem Raum versammelt, findet sich hier eine Vielfalt von zeitgenössischen Architekturen, die, seit 1981 schrittweise, von Architektinnen und Architekten wie Nicholas Grimshaw, Frank O. Gehry, Zaha Hadid, Tadao Andō, Álvaro Siza, Herzog & de Meuron, SANAA und Shinohara Kazuo errichtet wurden.
Der Vitra Campus zählt seit den 1990er Jahren zu den touristischen Höhepunkten in der Region Basel und wird mittlerweile jährlich von rund dreihunderttausend Besuchern aus der ganzen Welt besucht. Einzelne Bauten des Campus, insbesondere das Vitra Design Museum (Frank O. Gehry, 1989) und das Vitra Feuerwehrhaus (Zaha Hadid, 1993), gelten als Marksteine der jüngeren Architekturgeschichte.
Die Bezeichnung Vitra Campus verweist auf das Mit- bzw. Nebeneinander verschiedener architektonischer Handschriften und Konzepte sowie auf die unterschiedliche Zweckbestimmung der einzelnen Bauten.

## Entwicklung
Vitra unterhält seit Anfang der 1950er Jahre einen Produktionsstandort in Weil am Rhein. Die eigentliche Geschichte des Vitra Campus begann 1981, als ein Grossbrand wesentliche Bereiche der damals bestehenden Produktionsanlagen vernichtete und das Unternehmen zwang, in kürzester Zeit neue Fabrikhallen zu bauen. Rolf Fehlbaum, der vier Jahre zuvor die Leitung der Firma übernommen hatte, erkannte die Chance, mit den notwendigen Baumaßnahmen eine architektonische Neuausrichtung zu verbinden. Nachdem der Architekt Nicholas Grimshaw innerhalb von nur sechs Monaten eine Fabrikhalle realisiert hatte, wurde er gebeten, einen Masterplan für die weitere Entwicklung des Areals zu entwerfen. Die Vorstellung war, dass in Zukunft weitere Gebäude in der gleichen Art entstehen und damit eine technisch ausgerichtete Corporate Identity unterstützen sollten.
Anlässlich des 70. Geburtstags des Vitra-Gründers Willi Fehlbaum wurde 1984 auf dem Vitra Gelände eine Großskulptur von Claes Oldenburg und Coosje van Bruggen errichtet. Mit der „Balancing Tools“ genannten Skulptur kam ein neues, die Welt der industriellen Produktion erweiterndes Element ins Spiel. Im Zuge dieses Projekts kam es zu der Begegnung von Rolf Fehlbaum mit Frank Gehry. Als Ergebnis der mit ihm geführten Diskussionen rückte Rolf Fehlbaum in den späten 1980er Jahren von der Idee einer Bebauung nach einheitlichen, wiedererkennbaren Gestaltungsgrundsätzen ab. Stattdessen verfolgte er seither einen pluralistischen Ansatz, der die Weiterentwicklung des Areals im Sinn eines gleichberechtigten Nebeneinanders unterschiedlicher Architektursprachen und -auffassungen ermöglichte.
Mit Frank O. Gehry, der bis dahin in Europa noch nicht gebaut hatte, projektierte Fehlbaum zunächst eine Fabrikhalle. Ihr sollte ein kleines Gebäude für eine Möbelsammlung vorgelagert werden. Daraus wurde das 1989 eröffnete dekonstruktivistische Gebäude des Vitra Design Museum. Es bezieht sich in seiner Formensprache auf die beiden Treppenhäuser der dahinter errichteten Fabrikhalle. Daneben steht das Gebäude der Pforte, das die Grenze zwischen den öffentlich zugänglichen und dem vorwiegend betrieblich genutzten Teilen des Campus markiert.
Nicht weniger auffällig als Gehrys Museumsbau fiel auch das nächste Projekt auf dem Vitra Campus aus: das von Zaha Hadid entworfene, zwischen 1989 und 1993 erbaute Feuerwehrhaus. Für Zaha Hadid, die es mit ihren kühnen Architekturvisionen in Fachkreisen bereits zur Bekanntheit gebracht hatte, war es der erste nach ihren Vorstellungen realisierte Entwurf. Das Feuerwehrhaus, das entgegen mancher Aussagen funktionsfähig war, wurde aufgegeben, als Vitra von der eigenen Betriebsfeuerwehr zur Kooperation mit der öffentlichen Feuerwehr der Stadt überging. Heute wird der Bau für Ausstellungen und Events genutzt.
Fast als Antithese zu den expressiven Architekturskulpturen von Gehry und Hadid ist der von dem japanischen Architekten Tadao Andō geplante, ebenfalls 1993 im Freigelände fertiggestellte Konferenzpavillon lesbar. Dieses Gebäude betont ruhige, klare geometrische Formen und wurde von Andō in eine dem Gelände benachbarte Kirschbaumwiese integriert. Der zum Teil im Souterrain verwirklichte Konferenzbau war Andōs erster außerhalb Japans realisierter Entwurf.
Den Schlusspunkt der Bauaktivitäten auf dem Vitra Campus in den 1990er Jahren setzte der portugiesische Architekt und Pritzker-Preisträger Álvaro Siza Vieira, mit einer von ihm entworfenen, 1994 vollendeten Fabrikationshalle. Der nüchterne Bau, der mit seinem roten Klinkerkleid Bezug nimmt auf die alten Fabrikgebäude des Areals, bildet einen neutralen Hintergrund, vor dem sich die Dynamik des benachbarten Feuerwehrhauses entfaltet. Imposant erscheint dagegen die ebenfalls von Siza entworfene brückenartige Dachkonstruktion, die den Weg zwischen seiner und der gegenüber liegenden Produktionshalle von Grimshaw überspannt. An Stahlträgern ist ein absenkbares Dach befestigt, das bei Regen abgesenkt wird und damit Schutz für den Werksverkehr zwischen beiden Hallen bietet. Bei schönem Wetter fährt es automatisch nach oben, um auf der Hauptachse des Geländes eine freie Sicht auf Hadids Feuerwehrhaus zu ermöglichen.
Nach der Fertigstellung von Sizas Projekten kam es für annähernd eineinhalb Jahrzehnte zu keinen weiteren Neubauten auf dem Vitra Campus, sieht man von den beiden kleinen Bushaltestellen einmal ab, die Jasper Morrison 2006 an der Charles-Eames-Straße vor dem Vitra Campus realisierte.
2012 wurde eine von dem japanischen Architekturbüro SANAA entworfene runde Fabrikhalle fertiggestellt. Diese Halle ist doppelt so groß wie die vier anderen Hallen. Sie wird von einer weiß gefärbten Plexiglashülle bedeckt, die wie Wellblech geformt ist.
Im Gelände befinden sich auch zwei Strukturen, die ursprünglich nicht von Vitra beauftragt wurden, hier aber eine dauerhafte Bleibe gefunden haben. Das ist zum einen ein „Dome“, der nach den Prinzipien des amerikanischen Erfinders Richard Buckminster Fuller entwickelt wurde. Diese kuppelförmige Leichtbau-Konstruktion, die 1975 von Thomas C. Howard bei Charter Industries realisiert wurde, steht seit 2000 in Weil und wird seither für Präsentationen und Veranstaltungen genutzt. Und dann gibt es noch ein 1953 in Modularbauweise entstandenes Fertigbau-Tankstellenhäuschen des französischen Konstrukteurs und Designers Jean Prouvé, das nach einer grundlegenden Sanierung 2003 auf dem Campus installiert wurde. Auch hier werden eigene Stuhlentwürfe der Firma gezeigt.
Anfang 2010 wurde das Vitra-Haus eröffnet, das als Besucherzentrum und Flagship-Store dient. Das von den Basler Architekten Herzog & de Meuron entworfene Gebäude – aus scheinbar spielerisch aufeinander gestapelten, langgezogenen Giebelhäusern komponiert – ist das höchste und entsprechend schon von weitem sichtbare Bauwerk auf dem Vitra Campus. Nordwestlich vom Werksgelände türmt sich ein scheinbar zufällig angeordneter Komplex aus zwölf schwarzgrauen Satteldachhäusern auf fünf Etagen. Das VitraHaus beherbergt einen öffentlichen Schauraum des Unternehmens, sowie einen Store, ein Café, ein „Lounge Chair Atelier“, wo Besucher der handwerklichen Entstehung des „Lounge Chair“ von Charles und Ray Eames zuschauen können, und eine für Events nutzbare Business Lounge.
Am 18./19. Juni 2014 wurde der knapp 31 Meter hohe Aussichts- und Rutschturm Vitra Rutschturm des belgischen Künstlers Carsten Höller eröffnet.
Im Juni 2016 wurde das Schaudepot des Basler Architekturbüro Herzog & de Meuron eröffnet. Es bietet Platz für rund 7000 Möbel, 1300 Leuchten und Nachlässe von Ray und Charles Eames, Verner Panton oder Alexander Girard.
Das Schaudepot ist der puristische Archetyp eines Hauses, das nur aus leuchtendroten fensterlosen Ziegelwänden und einem flachen Satteldach besteht. Es erhebt sich auf einer ebenfalls aus Ziegeln bestehenden Plattform. Dieser erhöhte Vorplatz wird durch den niedrigen Seitentrakt für die Gastronomie zu einer Piazza, die das gegenüber liegende Feuerwehrhaus von Zaha Hadid einbezieht. Das eigentliche Museum besteht nur aus einem einzigen Raum mit offenen Dachstuhl. Die Wände sind weiß, der Boden hellgrau, von der Decke spenden Leuchtstoffröhren gleichförmiges Licht. In hohen Regalen werden auf drei Ebenen rund 400 Stühle aus zwei Jahrhunderten präsentiert. Dass der Neubau Lager und Museum gleichzeitig ist, verdeutlicht der Wandaufbruch an der rechten Seite, der einen Blick ins Untergeschoss des Schaudepots erlaubt. Dort lagern in Magazinräumen hinter Glastüren tausende weitere Designklassiker. Im Jahr 2022 erfuhr der Campus eine neue Erweiterung durch einen Bau des japanischen Architekten Shinohara Kazuo. Dessen, aus dem Jahr 1961 stammender Entwurf eines aus einfachen Materialien erbauten Einfamilienhauses, sollte in Tokio abgerissen werden, um Platz für eine Autobahn zu schaffen. Das „Umbrella House“ galt als Kritik am westlichen Funktionalismus und zugleich am japanischen Metabolismus. Es war der Ausgangspunkt für Shinoharas Karriere als Japans einflussreichster Architekt und Theoretiker seiner Generation.

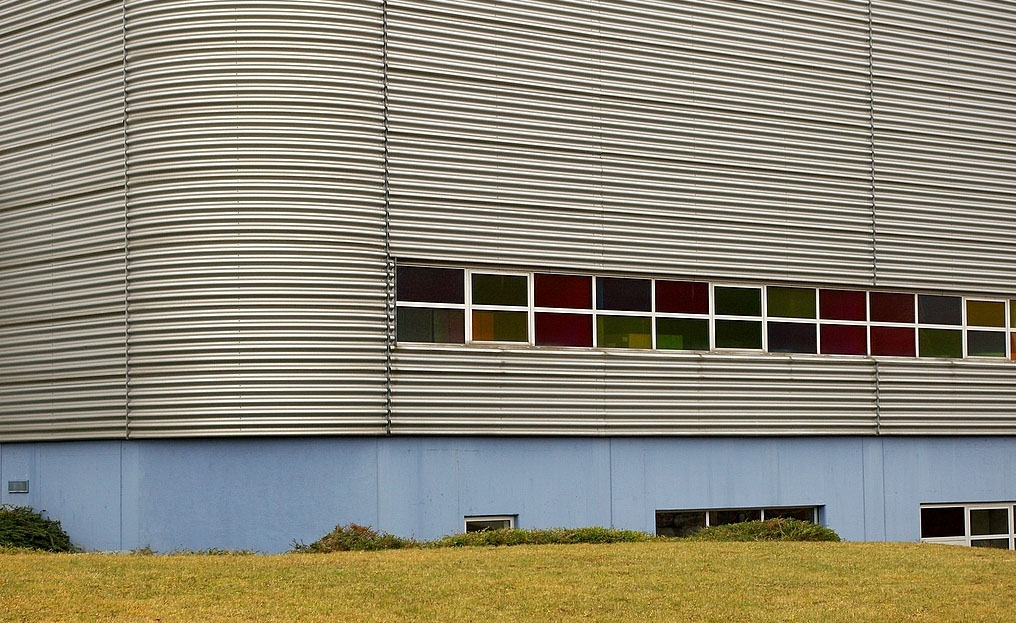
Fabrikhalle von Nicholas Grimshaw, 1986
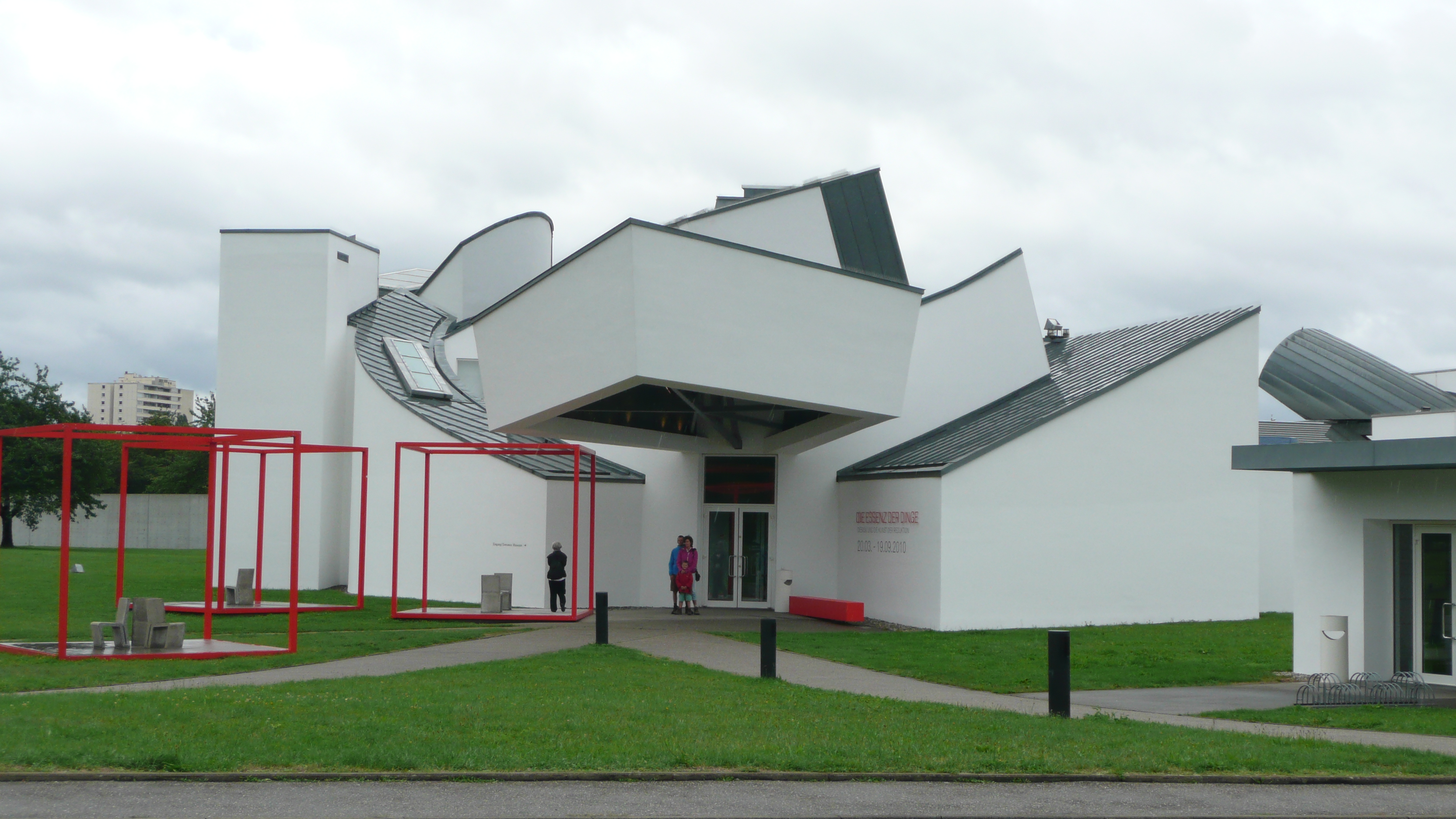
Das Vitra Design Museum von Frank Gehry, 1989
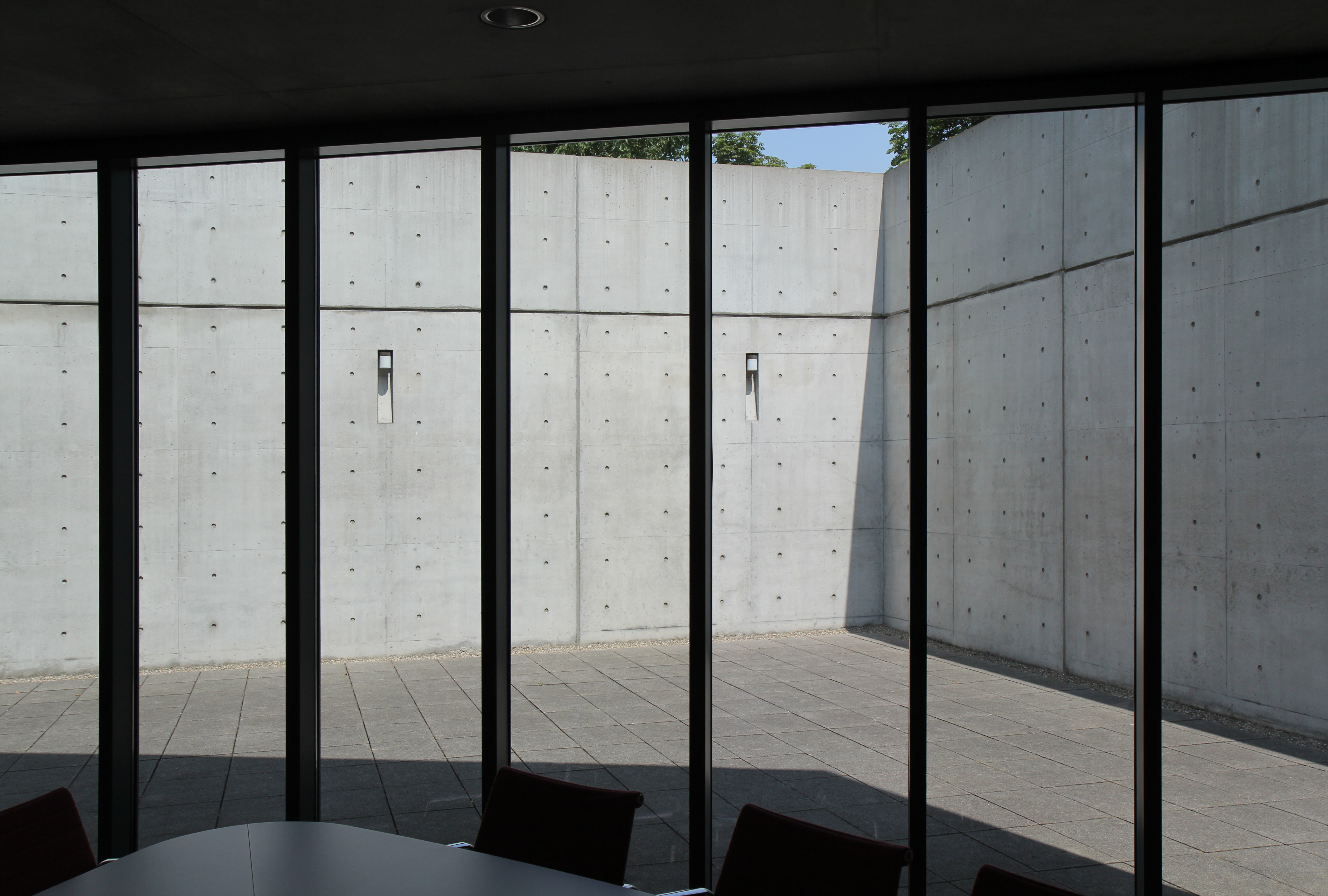
Konferenzpavillon von Tadao Andō, 1989–93
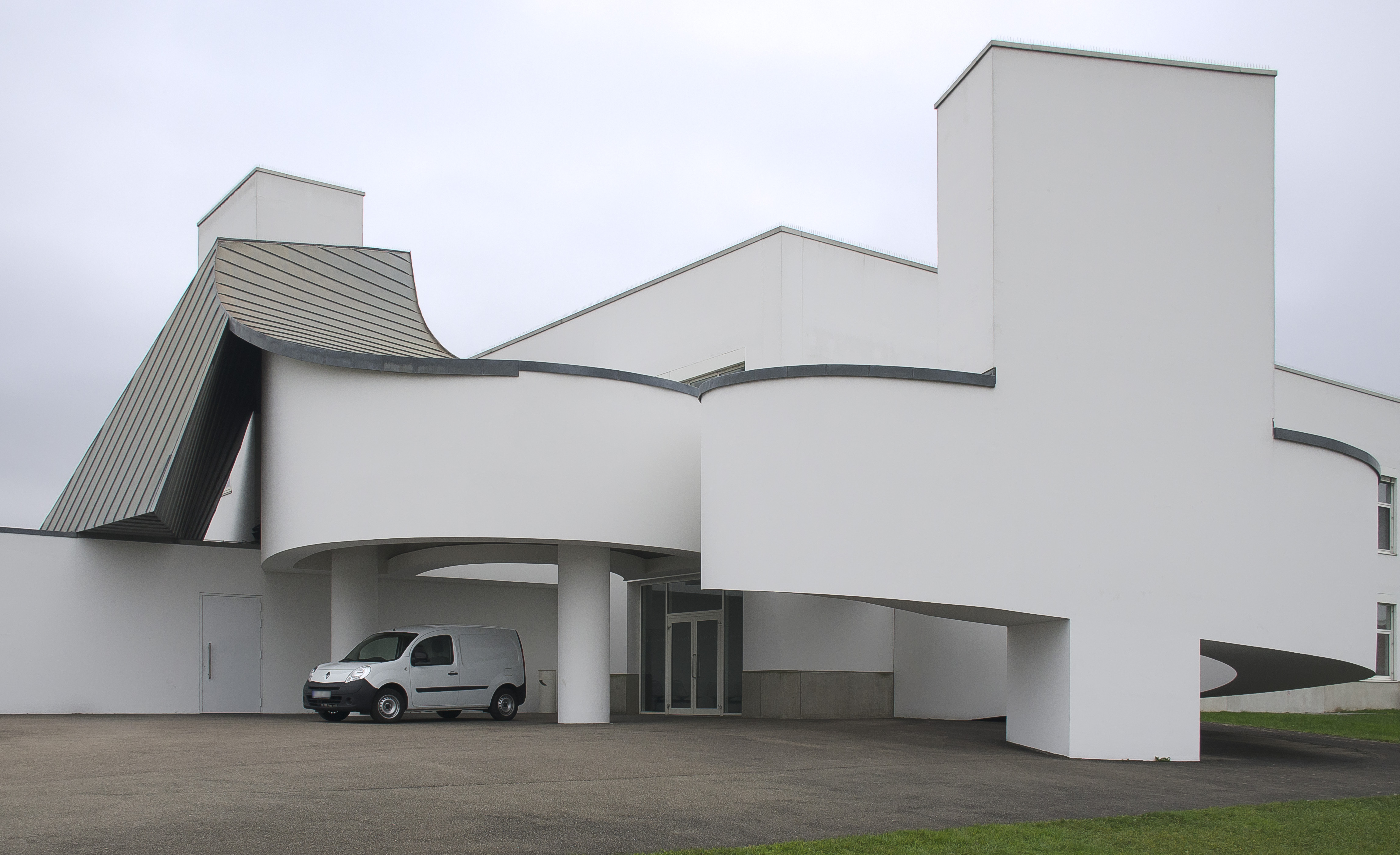
Fabrikhalle von Frank O. Gehry
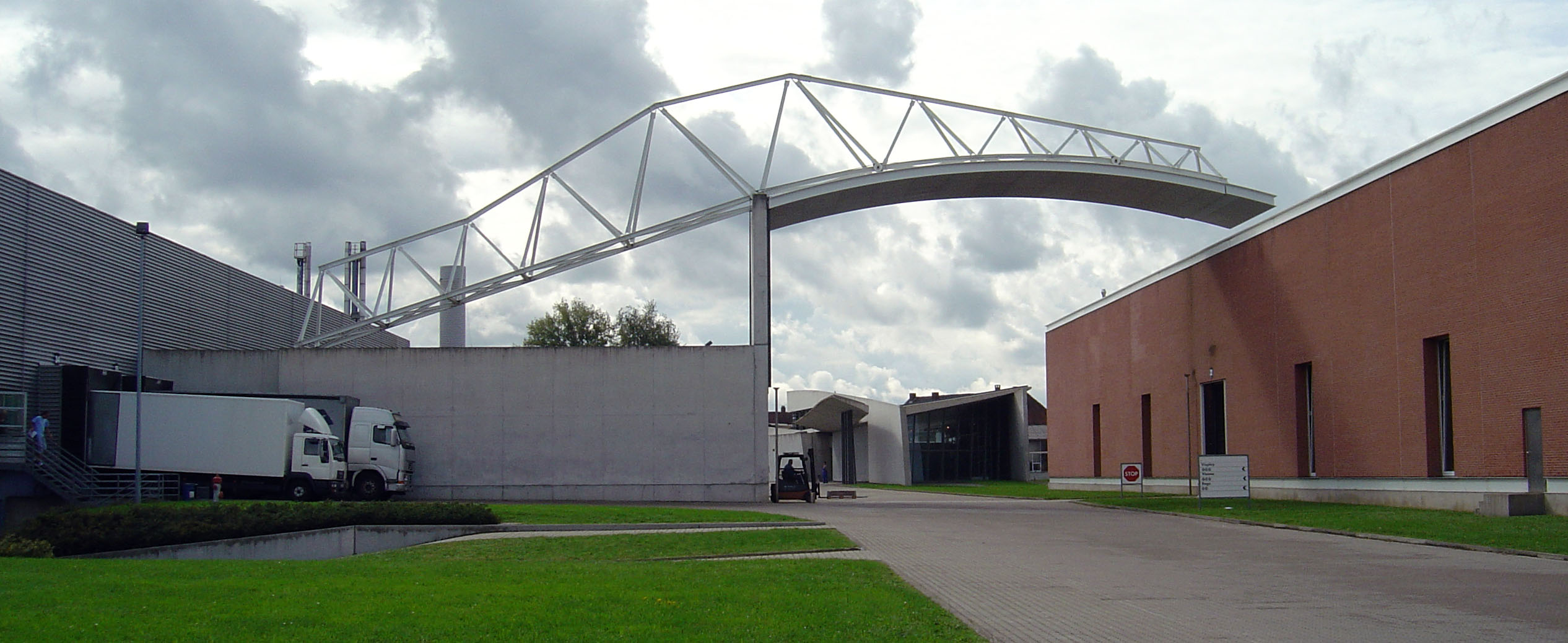
Regenschutzpassage von Álvaro Siza Vieira, im Hintergrund Hadids Feuerwehrhaus
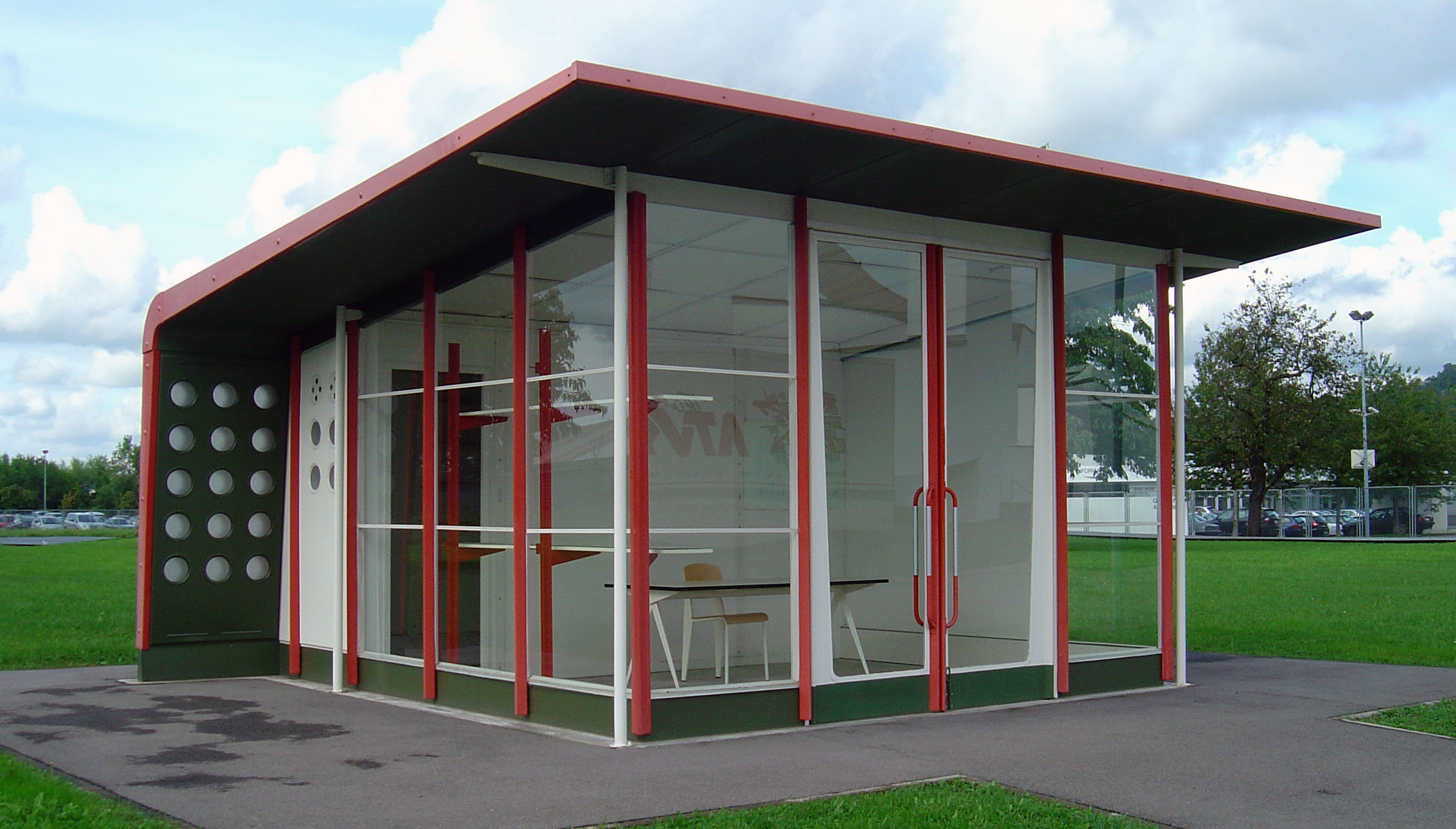
Tankstellenhäuschen von Jean Prouvé
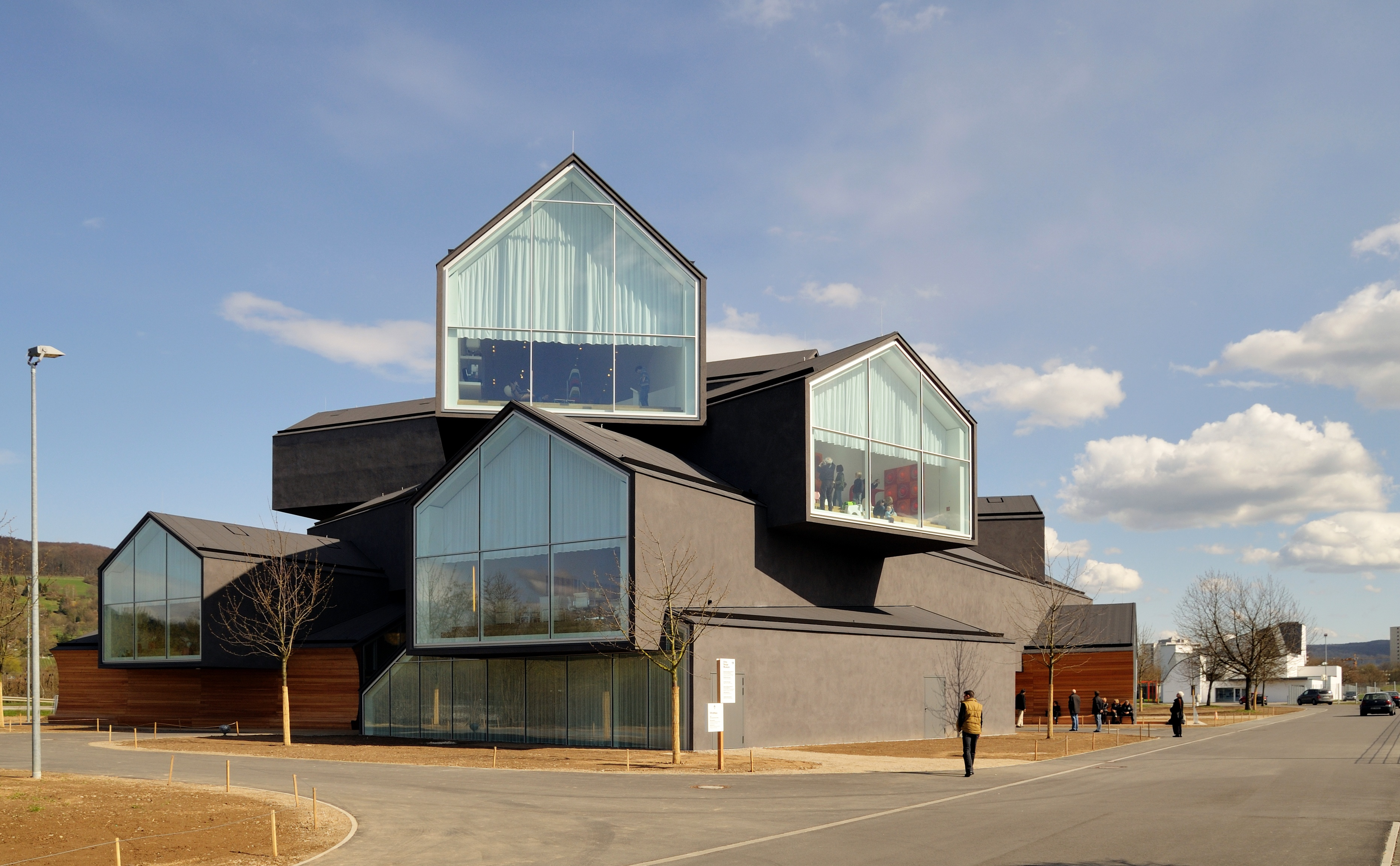
«VitraHaus» von Herzog & de Meuron, 2010, Verkaufsausstellung
Sitzreihe am VitraHaus
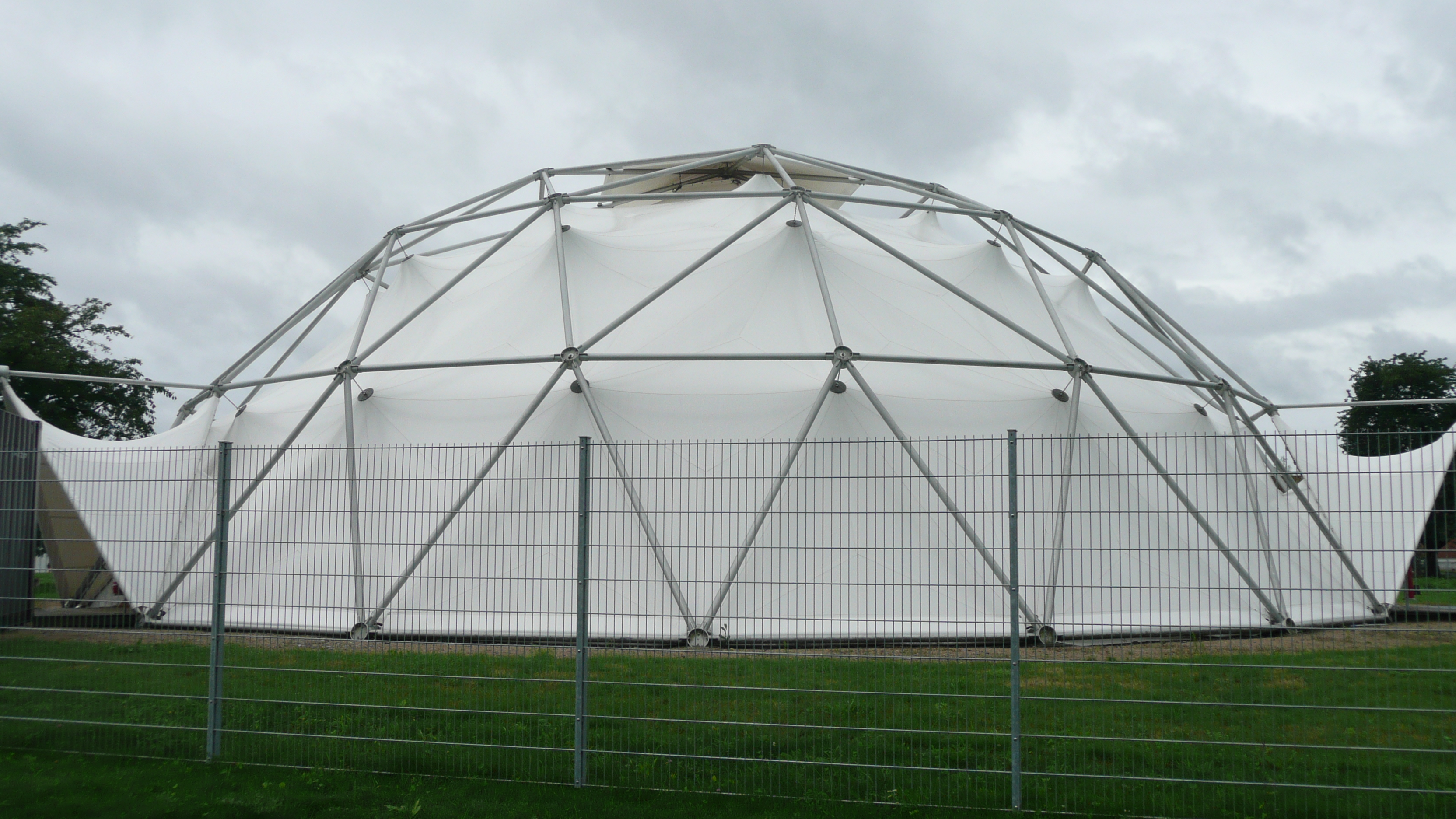
Das Kuppelzelt nach Richard Buckminster Fuller, 1978 bzw. 2000
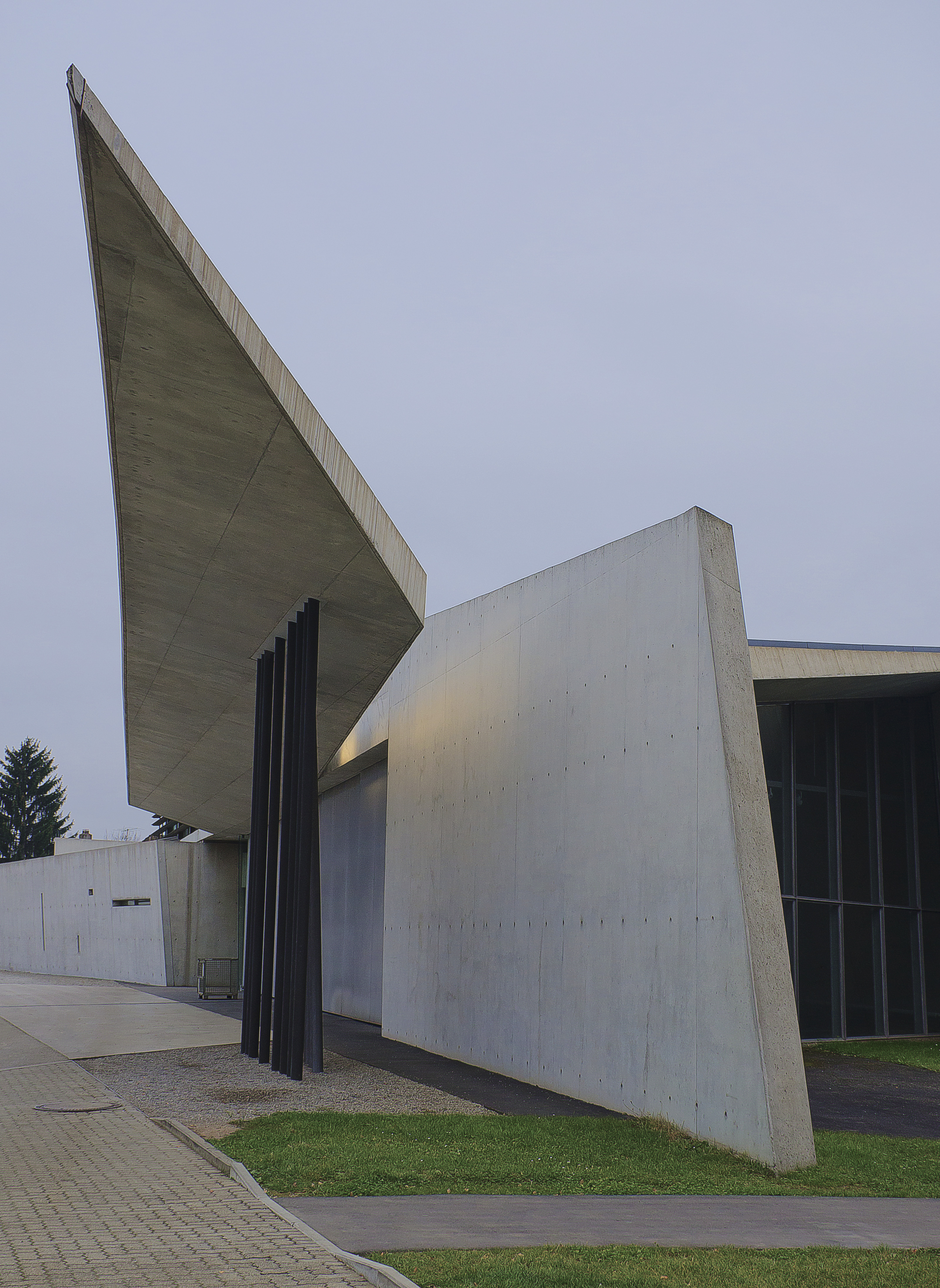
Feuerwehrhaus von Zaha Hadid
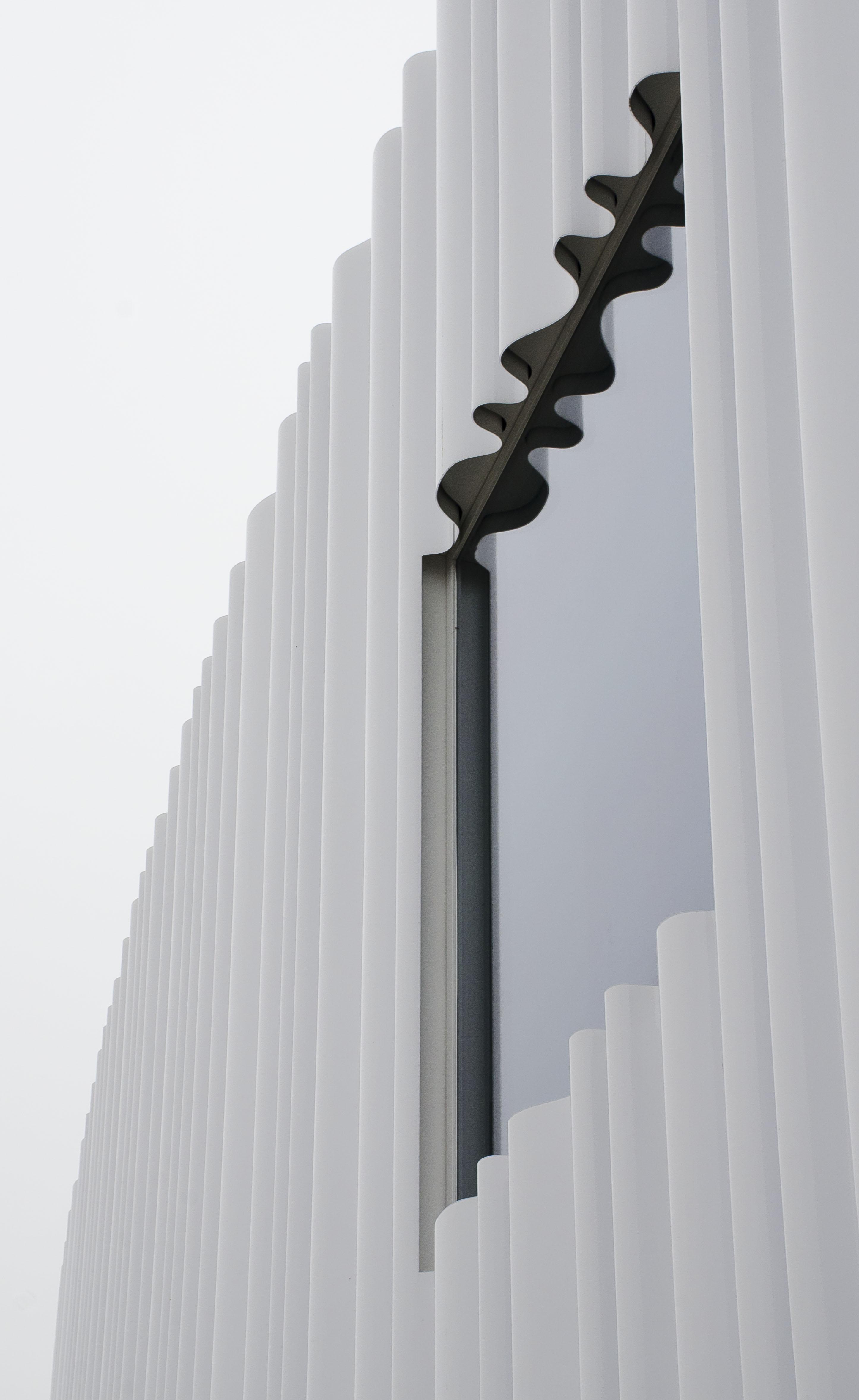
Fabrikhalle von SANAA, Detail der Fassade
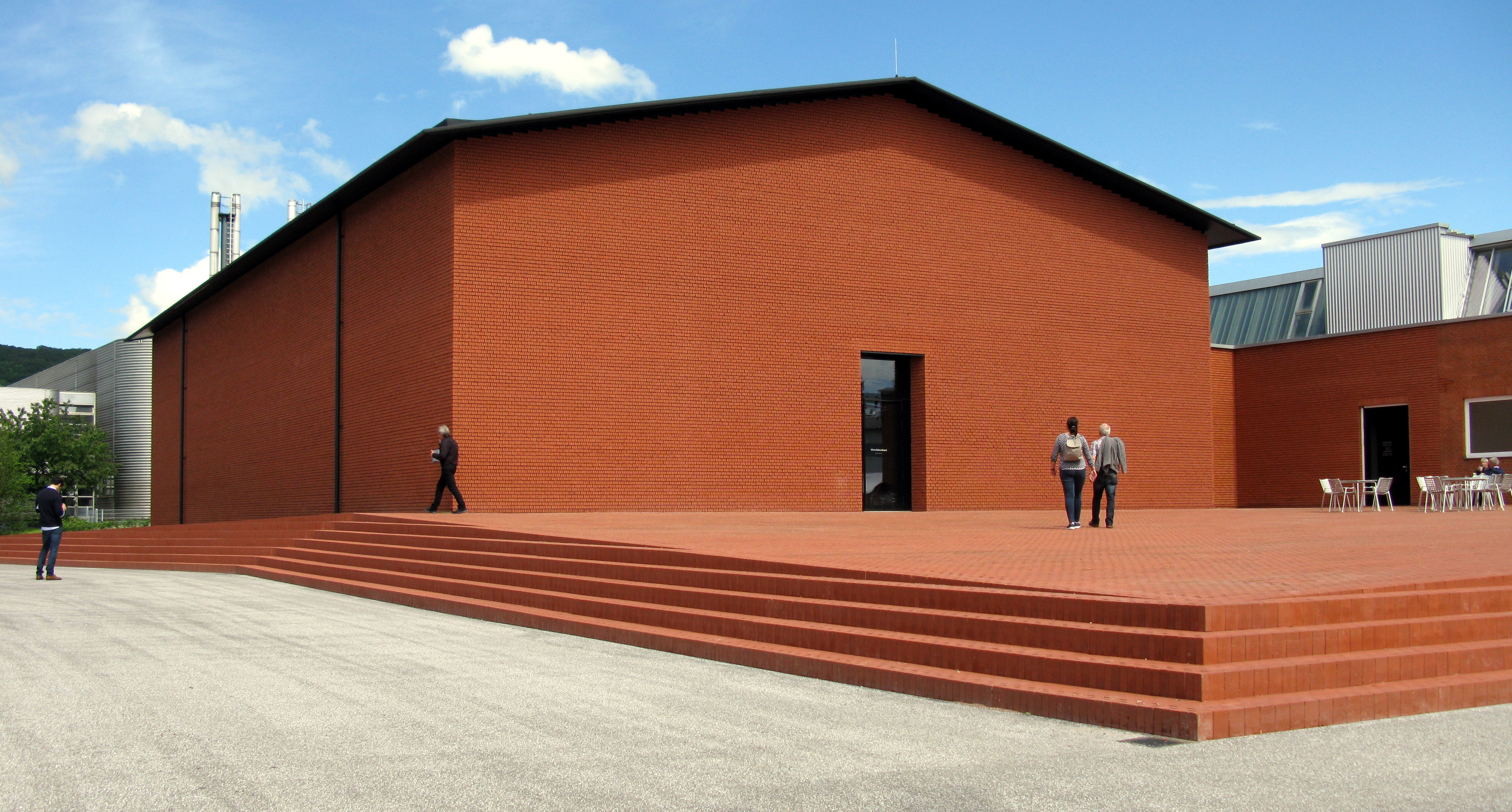
Schaudepot von Herzog & de Meuron, 2016